# Bullay (stacja kolejowa)
Bullay – stacja kolejowa w Bullay linii kolejowej łączącej Berlin i Metz, tzw. (niem. „Kanonenbahn") na odcinku położonym nad Mozelą, w kraju związkowym Nadrenia-Palatynat, w Niemczech. Znajdują się tu 3 perony.
Pomiędzy stacjami w Alf i Bullay znajduje się pierwszy w Niemczech dwupoziomowy most (niem. „Doppelstockbrücke (Bullay)"), zbudowany w latach 1875-1878, z górnym poziomem dla ruchu kolejowego i dolnym dla ruchu drogowego jako część drogi L 199. Podczas II wojny światowej wiosną 1945 most został zniszczony przez amerykańskie lotnictwo i w latach 1945-1947 został odbudowany. 